# Olympische Sommerspiele 1912/Leichtathletik – Hammerwurf (Männer)
Der Hammerwurf der Männer bei den Olympischen Spielen 1912 in Stockholm wurde am 14. Juli 1912 im Stockholmer Olympiastadion ausgetragen. Vierzehn Athleten nahmen daran teil.
Olympiasieger wurde der US-Amerikaner Matt McGrath. Die Silbermedaille gewann der Kanadier Duncan Gillis, Bronze ging an den US-Amerikaner Clarence Childs.

## Rekorde
Leichtathletik-Weltrekorde waren damals noch inoffiziell.

### Bestehende Rekorde
| Weltrekord         | 57,10 m | Matt McGrath ( USA)  | New York, Vereinigte Staaten | 29. Oktober 1911 |
| Olympischer Rekord | 51,92 m | John Flanagan ( USA) | London, Großbritannien       | 14. Juli 1908    |

### Rekordverbesserungen
Der bestehende olympische Rekord wurde in der Konkurrenz am 14. Juli zweimal verbessert:
- 54,13 – Matt McGrath (USA), Qualifikation, erster Versuch
- 54,74 – Matt McGrath (USA), Finale, dritter Versuch

## Durchführung des Wettbewerbs
Die Qualifikation wurde in zwei Gruppen durchgeführt. Alle vierzehn Athleten hatten dort drei Versuche. Die besten drei Werfer absolvierten anschließend weitere drei Würfe, wobei die Ergebnisse aus der Qualifikation mit in die Wertung kamen.

## Legende
Kurze Übersicht zur Bedeutung der Symbolik – so üblicherweise auch in sonstigen Veröffentlichungen verwendet:
| – | verzichtet |
| x | ungültig   |

Die jeweils besten Weiten der einzelnen Teilnehmer sind fett gedruckt.

## Qualifikation
Datum: 14. Juli 1912

### Gruppe A

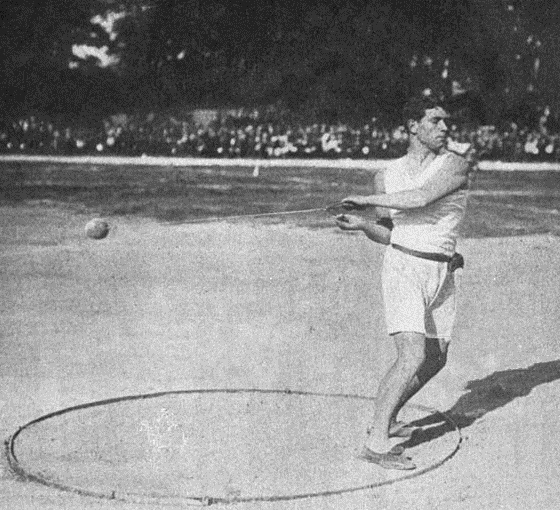
Arvid Åberg – ausgeschieden im Vorkampf mit 41,11 m, Gesamtrang zehn

| Platz | Name             | Nation             | Resultat | 1. Versuch (m) | 2. Versuch (m) | 3. Versuch (m) |
| ----- | ---------------- | ------------------ | -------- | -------------- | -------------- | -------------- |
| 1     | Clarence Childs  | Vereinigte Staaten | 48,17 m  | 48,17          | x              | x              |
| 2     | Robert Olsson    | Schweden           | 46,50 m  | 39,56          | 46,50          | x              |
| 3     | Carl Johan Lind  | Schweden           | 45,61 m  | 45,06          | x              | 45,61          |
| 4     | Denis Carey      | Großbritannien     | 43,78 m  | 38,99          | 43,78          | x              |
| 5     | Carl Jahnzon     | Schweden           | 42,58 m  | 39,18          | 42,58          |                |
| 6     | Arvid Åberg      | Schweden           | 41,11 m  | x              | x              | 41,11          |
| 7     | Gunnar Johnson   | Schweden           | 39,92 m  | 38,66          | 39,92          | x              |
| 8     | Benjamin Sherman | Vereinigte Staaten | 38,77 m  | 38,71          | x              | 38,77          |

### Gruppe B

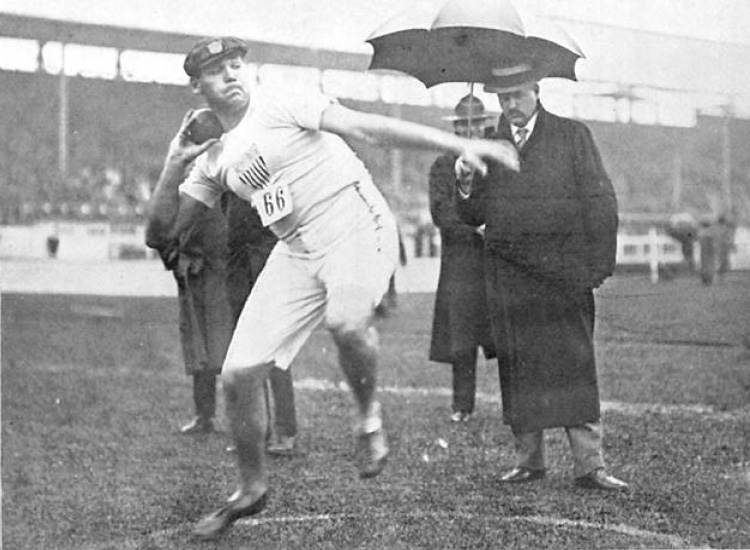
Ralph Rose (hier beim Kugelstoßen) trat auch im Hammerwurf an und schied mit 42,58 m im Vorkampf aus, Gesamtrang acht

| Platz | Name            | Nation             | Resultat   | 1. Versuch (m) | 2. Versuch (m) | 3. Versuch (m) |
| ----- | --------------- | ------------------ | ---------- | -------------- | -------------- | -------------- |
| 1     | Matt McGrath    | Vereinigte Staaten | 54,13 m OR | 54,13 OR       | x              | x              |
| 2     | Duncan Gillis   | Kanada             | 48,39 m    | 46,17000       | x              | 48,39          |
| 3     | Nils Linde      | Schweden           | 43,32 m    | 43,32000       | x              | x              |
| 4     | Ralph Rose      | Vereinigte Staaten | 42,58 m    | x000           | 40,80          | 42,58          |
| 5     | Viktor Hackberg | Schweden           | 38,44 m    | x000           | x              | 38,44          |
| NM    | Simon Gillis    | Vereinigte Staaten | 0ogV       | x000           | –              | –              |

## Finale
Datum: 14. Juli 1912 
| Platz | Name            | Nation             | Resultat   | Bester Versuch aus dem Vorkampf (m) | 1. Versuch (m) | 2. Versuch (m) | 3. Versuch (m) |
| ----- | --------------- | ------------------ | ---------- | ----------------------------------- | -------------- | -------------- | -------------- |
| 1     | Matt McGrath    | Vereinigte Staaten | 54,74 m OR | 54,13 OR                            | 52,83          | 53,90          | 54,74 OR       |
| 2     | Duncan Gillis   | Kanada             | 48,39 m    | 48,39000                            | x              | 47,24          | x000           |
| 3     | Clarence Childs | Vereinigte Staaten | 48,17 m    | 48,17000                            | x              | x              | x              |

## Endresultat
| Platz | Name            | Land               | Weite      |
| ----- | --------------- | ------------------ | ---------- |
| 1     | Matt McGrath    | Vereinigte Staaten | 54,74 m OR |
| 2     | Duncan Gillis   | Kanada             | 48,39 m    |
| 3     | Clarence Childs | Vereinigte Staaten | 48,17 m    |
| 4     | Robert Olsson   | Schweden           | 46,50 m    |
| 5     | Carl Johan Lind | Schweden           | 45,61 m    |
| 6     | Denis Carey     | Großbritannien     | 43,78 m    |
| 7     | Nils Linde      | Schweden           | 43,32 m    |

| Platz | Name             | Land               | Weite   |
| ----- | ---------------- | ------------------ | ------- |
| 8     | Carl Jahnzon     | Schweden           | 42,58 m |
| 8     | Ralph Rose       | Vereinigte Staaten | 42,58 m |
| 10    | Arvid Åberg      | Schweden           | 41,11 m |
| 11    | Gunnar Johnson   | Schweden           | 39,92 m |
| 12    | Benjamin Sherman | Vereinigte Staaten | 38,77 m |
| 13    | Viktor Hackberg  | Schweden           | 38,44 m |
| NM    | Simon Gillis     | Vereinigte Staaten | ogV     |

Der Kanadier Duncan Gillis bestritt den Wettkampf mit einer Fußverletzung, die er sich schon Tage vorher beim Training zugezogen hatte. Bei einem seiner Würfe trat er dann auf die Ringbegrenzung, die damals aus einem Eisenring bestand, und verschlimmerte so die Fußverletzung durch eine zusätzliche Verstauchung noch weiter. Dennoch reichte es für ihn zur Silbermedaille.
Der Dominator dieses Wettbewerbs jedoch war Matt McGrath. Gleich im ersten Versuch erzielte er mit 54,13 m einen neuen Olympiarekord. Im letzten Durchgang kam er auf seine Bestweite von 54,74 m und verbesserte er den Olympiarekord von 1908 um 2,82 m. Jeder seiner vier gültigen Würfe lag über der besten Weite des Wettbewerbszweiten Gillis. Bronze ging an McGraths Landsmann Clarence Childs.
McGraths Goldmedaille, der in London 1908 Silber gewonnen hatte, war die vierte durch einen US-Athleten im vierten olympischen Hammerwurfwettbewerb. Von den bisherigen zwölf Medaillen gingen zehn an US-Werfer.

## Bilder

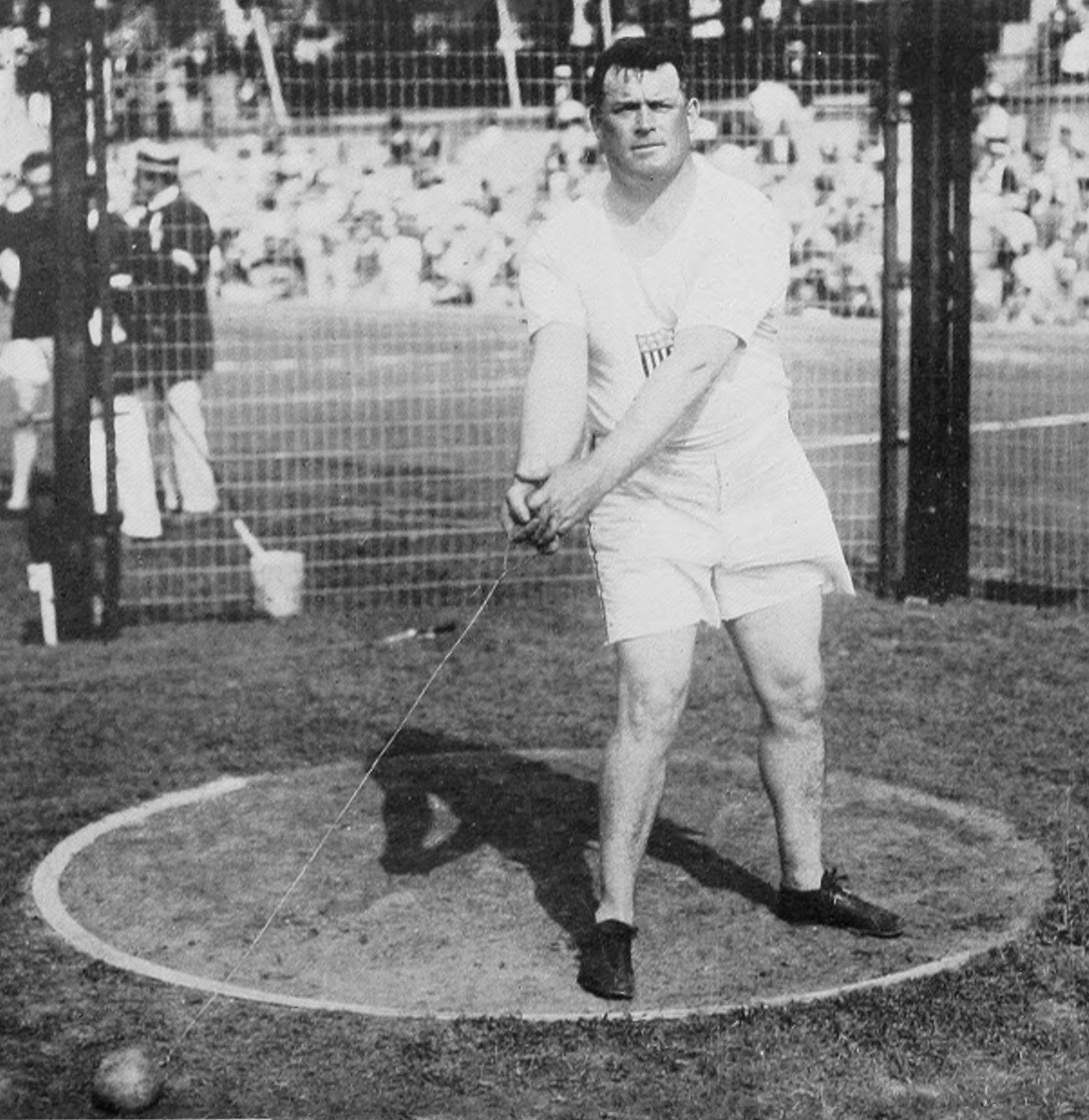
Olympiasieger Matt McGrath
Silbermedaillengewinner Duncan Gillis
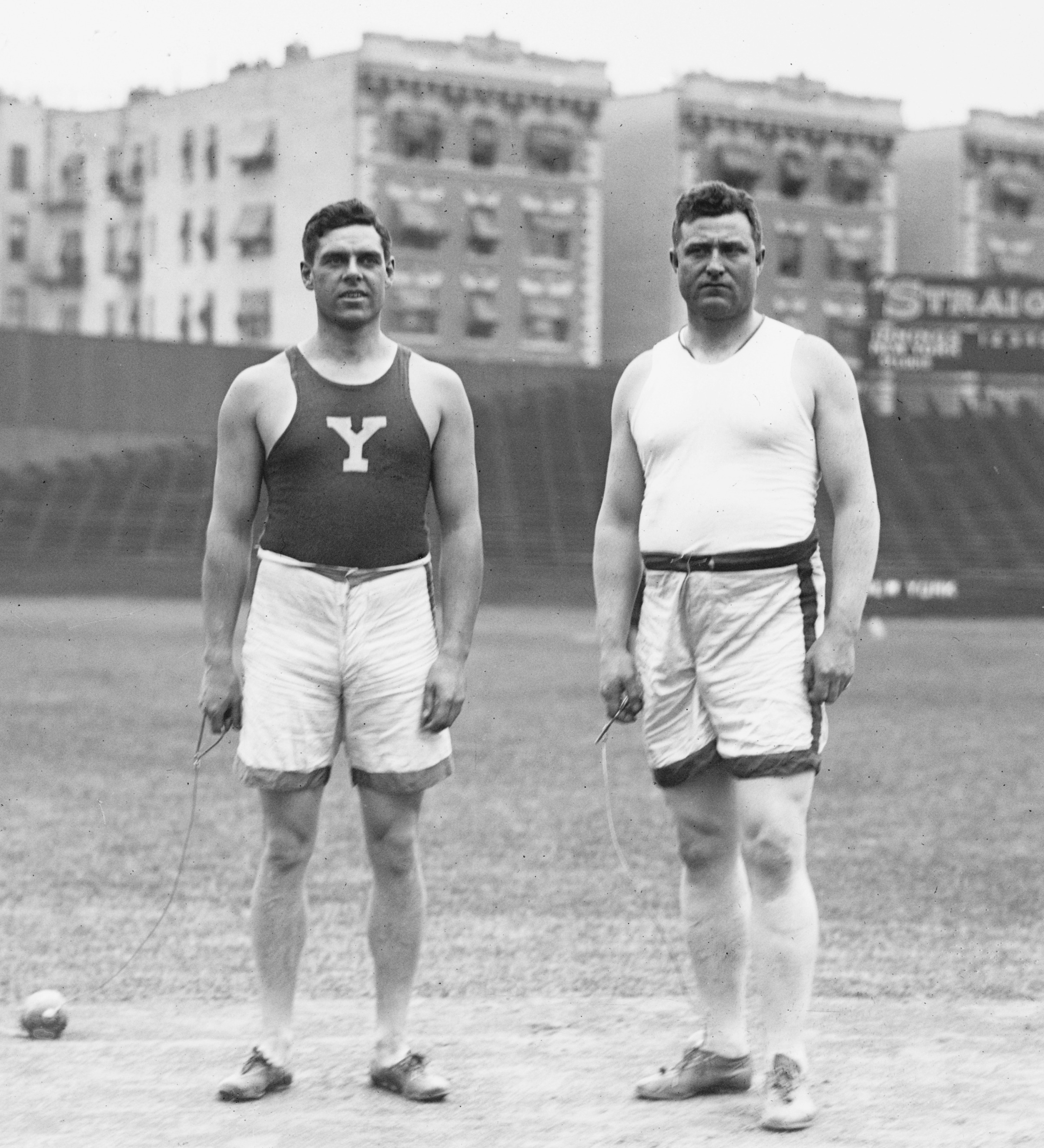
Die US-Athleten Clarence Childs (links, Bronzemedaille) und Simon Gillis (ohne gültige Weite)
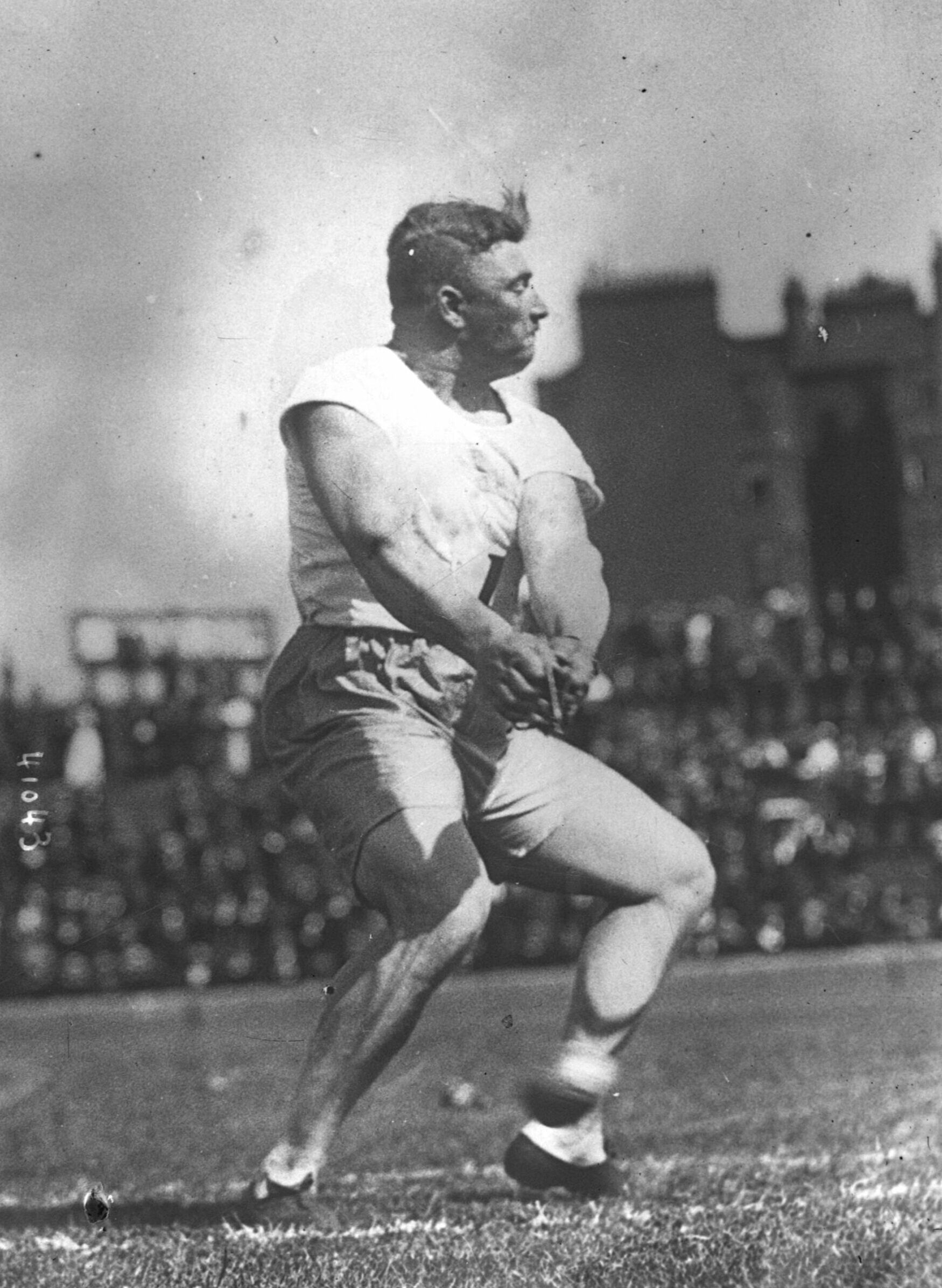
Der fünftplatzierte Carl Johan Lind